# Phalaropus fulicarius

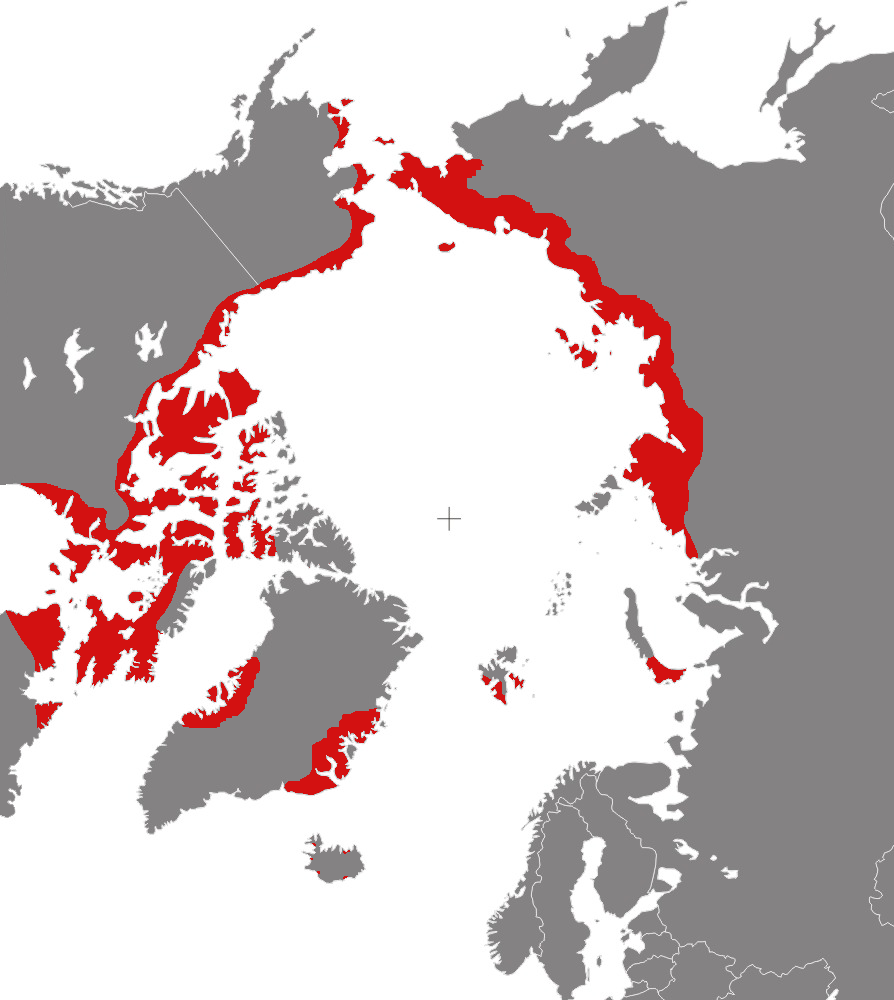
Área de distribución del faláropo de pico grueso.

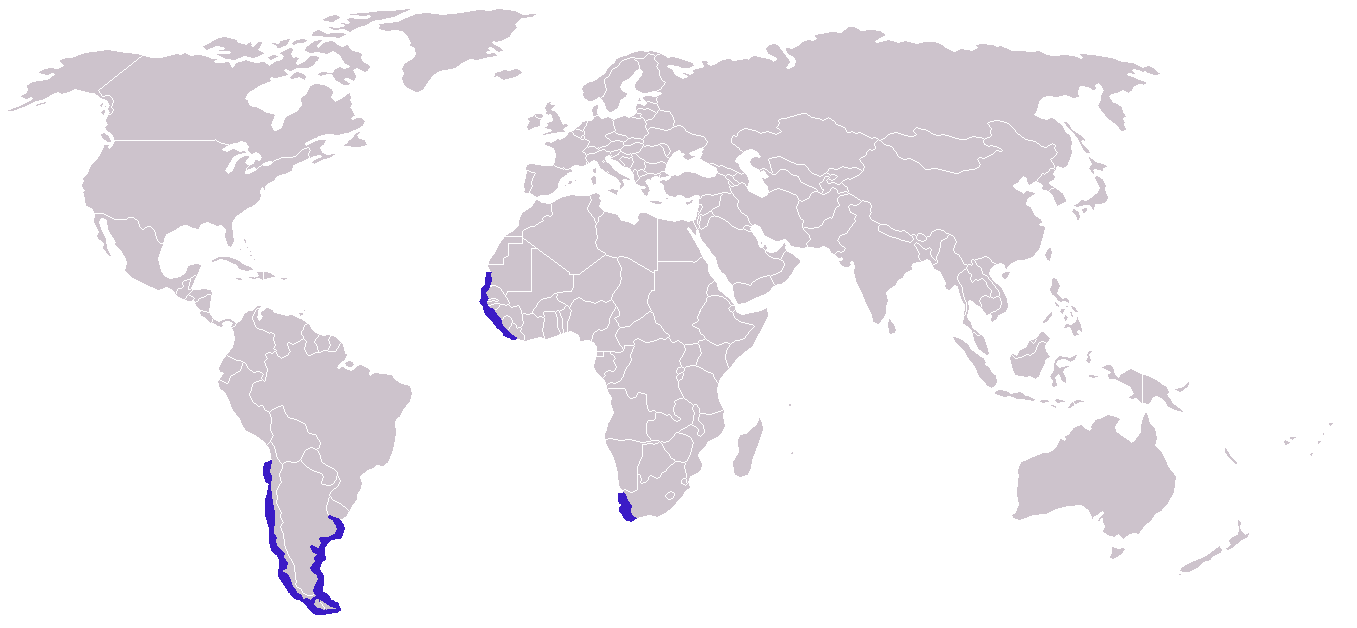
Lugares de invernada del faláropo de pico grueso.

El falaropo de pico grueso, falaropo picogrueso falaropo rojo, falaropo gris o pollito de mar rojizo (Phalaropus fulicarius) es un ave limícola. Este falaropo habita en las regiones árticas de Norteamérica y Eurasia. Es una especie migratoria y normalmente sigue rutas oceánicas, invernando en mares tropicales.
El falaropo de pico grueso mide unos 21 cm de longitud media, con pies palmeados y pico recto. Durante el período de cría la hembra muestra un plumaje pardo oscuro y negro en el dorso, con vientre rojo y mejillas blancas. El pico es amarillo, con la punta negra. Durante el período de cría el macho muestra un plumaje más apagado que la hembra. Los individuos jóvenes muestran un plumaje gris claro y marrón, con el vientre más claro y un antifaz negro en torno a los ojos. Durante el invierno los falaropos de pico grueso muestran un plumaje gris en la parte superior, y blanco en la inferior, pero el plumaje negro en torno a los ojos siempre está presente. El pico es de color negro en invierno. Su llamada consiste en un corto y agudo "bik".
El falaropo de pico grueso es una especie muy dócil y tranquila. Es una de las especies a las que se aplica el Acuerdo de Conservación de Aves acuáticas Migratorias de África-Eurasia.

## Reproducción

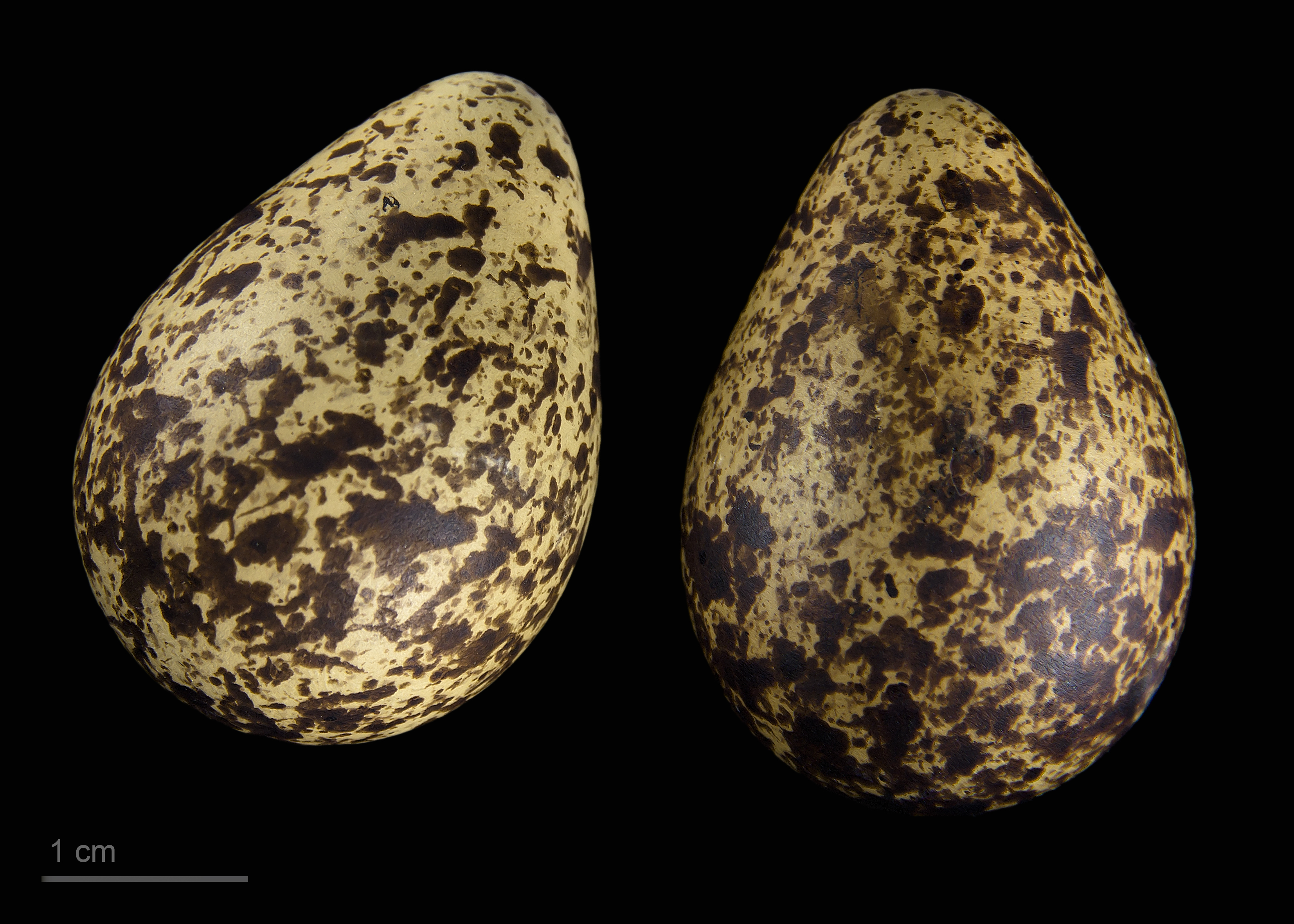
Phalaropus fulicarius - MHNT

Al contrario que en la mayoría de especies de aves, el papel sexual está invertido en las distintas especies de falaropos: las hembras presentan un tamaño mayor y un plumaje de color más vivo que los machos; las hembras cortejan a los machos, compiten por el territorio de anidamiento y defienden agresivamente a sus parejas y nidos. Cuando las hembras ponen sus huevos, que son de color marrón oliváceo, comienzan su migración hacia el sur, dejando que los machos incuben los huevos y cuiden de los jóvenes. La puesta media consiste de 3-6 huevos, en un nido situado en el suelo, cerca del agua. Los jóvenes se alimentan principalmente por sí mismos y son capaces de volar a los 18 días de su nacimiento.

## Alimentación
Cuando se alimenta, el falaropo de pico grueso a menudo nada en círculos pequeños y rápidos, formando un pequeño remolino. Se cree que esta conducta le ayuda a elevar su alimento del fondo de los estanques. El falaropo permanece en el borde del remolino, atrapando pequeños insectos y crustáceos con su pico. A veces vuela para atrapar insectos al vuelo. En el océano abierto muchas veces aparece en lugares donde convergen corrientes oceánicas y cerca de grupos de ballenas. Fuera de la estación de cría, suele viajar en bandadas.